# Fundación Huinay
La Fundación San Ignacio del Huinay tiene como objetivo la preservación y conservación del patrimonio biogeográfico de los fiordos australes y la investigación científica de base. El área de la preservación terrestre comprende cerca de 34.000 hectáreas situadas en la comuna de Hualaihué, en la Región de los Lagos en Chile.

El 3 de diciembre de 2001 se inauguró el Centro Científico Huinay, que tiene como objeto desarrollar la investigación de las áreas marinas, terrestre y atmosférica de la localidad de Huinay y del Fiordo Comau.

Además del trabajo de investigación científica, la Fundación provee una serie de labores de cooperación con la pequeña comunidad que vive en la Caleta de Huinay, entre ellos, energía eléctrica y transporte.  Huinay fue fundada en 1998 por Endesa Chile y la Pontificia Universidad Católica de Valparaíso.